# Zielin (wieś w województwie pomorskim)
Zielin (kaszb. Zélno lub Zielëno, niem. Sellin) – wieś w Polsce położona w województwie pomorskim, w powiecie bytowskim, w gminie Trzebielino. Miejscowość położona jest przy drodze krajowej nr 21 i na trasie linii kolejowej Bytów-Korzybie (obecnie zawieszonej i częściowo rozebranej).
W latach 1975–1998 miejscowość należała administracyjnie do województwa słupskiego.

## Historia
Pierwsza wzmianka o osadzie Zielin pochodzi z 1301 roku, wymienia ją przywilej księcia Sambora rugijskiego. Nazwa niemiecka brzmiała Sellin, co można przetłumaczyć jako ziele.

## Zabytki
- wieża ciśnień (górna część drewniana, dolna z czerwonej cegły budowana w latach 1883-1884
- budynek byłej stacji kolejowej Zielin Miastecki z 1910 roku
- cmentarz ewangelicki z 2 połowy XIX w. (nagrobki zdewastowane, starodrzew w większości został wycięty)[5]

## Środowisko przyrodnicze
Miejscowość położona jest w obniżeniu terenu stanowiącym dolinę o zatorfionym dnie. W okolicy znajduje się rezerwat przyrody „Torfowisko Zielin Miastecki”. Kryje on cenne gatunki roślin, takie jak: rosiczka okrągłolistna, wełnianka, grążel żółty, grzybień biały oraz ptaków: żuraw, myszołów, kania ruda oraz bielik zwyczajny. Kolejną formą ochrony przyrody znajdującą się w Zielinie są pomniki przyrody, głównie buki i dęby. Na były dworzec stacji kolejowej z centrum wsi prowadzi aleja drzew - 39 buków.